# Hitachtronics
hitachtronics（ひたちとろにくす）は日本の漫画家、イラストレーター、デザイナー。愛称はひたち、別名義にHTC*。東京都出身、男性。ネットレーベルNew Masterpiece主宰。

## 略歴
漫画やイラストレーションよりも、「ビックリマン」や、横井孝二や佐藤元らが描く「SDガンダム」など、ホビーグッズ的なキャラクターイラストを好んで育つ。
1999年頃からフライヤーイラストを手がけはじめる。2006年にWOODMAN『Warrior Angel』のジャケットイラストを担当して以降、数多くのCDジャケットやフライヤーのイラスト／デザインを担当。HTC communicationsやHTCスカイライナーなどの名義で同人誌やコンピレーションCDなど自主制作活動、クラブ／ライブイベントの主催も行う。
2009年8月に同人誌で発表した女子高生バンド漫画『ざつおん!!!』が評判を呼び、音楽フリーペーパー『UNGA!』でのスピンオフ漫画「楽しい軽音部」の連載、2011年には写真集『アキバ妄撮』や雑誌『FREECELL』で番外編が掲載された。
影響を受けたものに、杉浦茂、成田亨、桜玉吉、いづなよしつね、ネンドグラフィックスなどの名前をあげている。

## 作品リスト

### 音楽関連
- WOODMAN『Warrior Angel』……ジャケットイラスト／デザイン担当
- WOODMAN『One Loop Beyond』……ジャケットイラスト／デザイン担当
- いぬ『dameMixx』シリーズ……ジャケットイラスト／デザイン担当
- 京浜兄弟社『21世紀の京浜兄弟者 -History of K-HIN Bros. Co. 1982~1994-』（2015-03-18／SUPER FUJI DISCS）……ブックレットなどのデザイン担当（ジャケットのみ常盤響）

### 漫画
- 「楽しい軽音部」……『UNGA!』連載
- 「ZATSU(((ONN!!!」……『アキバ妄撮』（2011-08／プレビジョン）
- 「ZATSU(((ONN!!! “魔法少女未満”」……『FREECELL』（2011-09／プレビジョン）